# ورم أرومة الشبكية

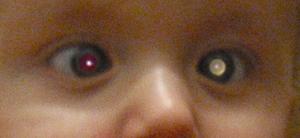
ابيضاض الحدقة Leukocoria إحدى علامات ورم أرومة الشبكية

ورم أرومة الشبكية أو ورم الجذيعات الشبكية (بالإنجليزية: Retinoblastoma)‏ هو ورم سرطاني سريع النمو يصيب خلايا شبكية العين. يعد ورم أرومة الشبكية ـ في الدول المتقدمة ـ أحد أعلى الأورام السرطانية في الأطفال من حيث ارتفاع نسبة الشفاء (95 ـ 98%)، وتبلغ نسبة الأطفال الذين يصلون إلى سن البلوغ بعد علاجهم من هذا الورم حوالي 90%.

## العلامات والأعراض
العلامة الأكثر شيوعًا والأكثر وضوحًا للورم الأرومي الشبكي هي المنظر غير الطبيعي للشبكية كما يُرى من خلال الحدقة، وهو المصطلح الطبي الذي يُعرف باسم «تبيّض الحدقة»، والذي يُعرف أيضًا باسم المنعكس الحدقي الأبيض. تشمل العلامات والأعراض الأخرى تدهور الرؤية، وعين حمراء ومُتهيّجة، والزُرَق (أو الغلوكوما)، واضطراب النمو، أو تأخّر التطوّر. يمكن أن يحدث عند بعض الأطفال المصابين بالورم الأرومي الشبكي حَوَل، ويكون إما حولًا أنسيًا، أو وحشيًا. لا تظهر أعراض ورم أرومة الشبكية إلا بعد وصول السرطان لمرحلة متقدمة في البلدان النامية عادة، ومن الشائع حدوث تضخم العين.
يختلف مكان وجود الأورام، فقد تكون مرئية أثناء فحص العين البسيط باستخدام منظار العين الذي نفحص به من خلال النظر عبر الحدقة. يوضع التشخيص بوجود المرض عند الفحص تحت التخدير عادة. إن وجود منعكس أبيض في العين لا يُعد دائمًا مؤشرًا إيجابيًا على سرطان الشبكية، ويمكن أن ينجم عن انعكاس الضوء بشكل سيء، أو بسبب حالات أخرى مثل داء كوتس (اعتلال الشبكية النّضحي المترقي المزمن).
قد يكون وجود منعكس أحمر في عين واحدة فقط، دون العين الأخرى علامة على الإصابة بورم الشبكية. العلامة الواضحة هي «العين البيضاء» أو «عين القط» (تبيّض الحدقة).

## الأسباب
يمكن أن تؤثر الطفرات الجينية الموجودة في الصبغيات على الطريقة التي تنمو بها الخلايا وتتطور داخل الجسم. يمكن أن تؤدي التغيرات التي تطرأ على جينَي RB1 أو MYCN إلى ورم أرومة الشبكية.

### جين RB1
لدى الأطفال الذين لديهم الشكل الوراثي للورم الأرومي الشبكي طفرة في جين RB1 على الكروموسوم 13. كان جين RB1 هو أول الجينات الكابتة للورم التي استُنسخت. على الرغم من أن جين RB1 يتفاعل مع أكثر من 100 بروتين من بروتينات الخلية، لكن ينشأ تأثيره السلبي على تنظيم دورة الخلية بشكل أساسي من ربط وتعطيل عامل النسخ E2F، وبالتالي قمع نسخ الجينات المطلوبة للمرحلة إس S من الدورة الخلوية.
يمكن أن يورث جين RB1 المعيب من أي من الوالدين، تحدث الطفرة عند بعض الأطفال في المراحل المبكرة من النمو الجنيني. يُعبّر عن الجين RB1 عبر الأليل الجسدي المسيطر مع انتفاذ بمقدار 90%.
الأشكال الموروثة من ورم أرومة الشبكية هي الأشكال الأكثر عرضة لتكون ثنائية الجانب. بالإضافة إلى ذلك، قد يترافق الورم الأرومي الشبكي أحادي، أو ثنائي الجانب مع ورم الأرومة الصنوبرية، وغيرها من أورام الأديم الظاهر العصبي البدئية التي تكون أورامًا خبيثة فوق الخيمة على الخط الناصف، وتكون ذات نتائج وخيمة عادة. يُعرف سرطان الشبكية المترافق مع أورام الأديم الظاهر العصبي البدئية باسم ورم الأرومة الشبكية الثلاثي. أظهر تحليل تلوي حديث أن معدّل البقيا لمرضى الورم الأرومي الشبكي الثلاثي قد زاد بشكل كبير خلال العقود الماضية.

## زهيرة فلكسنر فنترشتاين

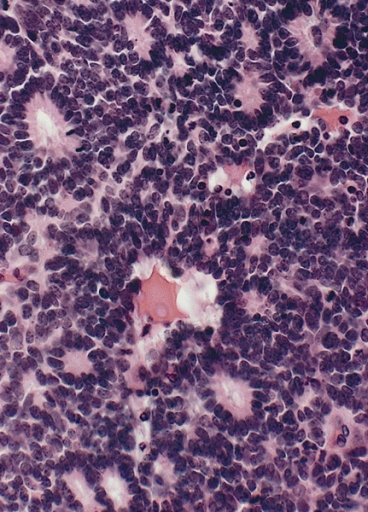
زهيرات فلكسنر-فنترشتاين في الورم الأرومي الشبكي.

زهيرة فلكسنر فنترشتاين Flexner–Wintersteiner rosette هي تكوين خلوي على شكل برمق وعجلة يُرى في الورم الأرومي الشبكي ويحتوي على أورام عينية أخرى. الزهيرة هي بنية أو تشكيل يشبه الزهرة، مثل عناقيد من الكريات البيضاء مفصصة النوى حول كرية من المواد النووية الدهنية، كما يلاحظ في الفحص الخاص بالذئبة الحمامية المجموعية المنتثرة.

### نبذة تاريخية
تم وصف زهيرات فلكسنر-فنترشتاين لأول مرة من قِبل سيمون فلكسنر (Simon Flexner) (من 1863م إلى 1946م)، وهو طبيب وعالم ومدير وأستاذ علم الأمراض التجريبي في جامعة بنسلفانيا (1899م–1903م). ولاحظ فلكسنر مجموعات عنقودية مميزة من الخلايا في ورم عيني طفولي أسماه الورم الظهاري الشبكي. وبعد سنوات قليلة، في عام 1897، أكد طبيب العيون النمساوي هوجو فنترشتاين (Hugo Wintersteiner) (من 1865 إلى 1946) ملاحظات فلكسنر ولاحظ أن المجموعات العنقودية للخلية تشبه القضبان والمخاريط. ولاحقًا تم إدراك أن هذه التكوينات الزهرية المميزة تُعتبر ميزات هامة للأورام الأرومية الشبكية.

### الخصائص
الخلايا السرطانية التي تشكل زهيرة فلكسنر فنترشتاين تحيط بتجويف مركزي يحتوي على امتدادات هيولية صغيرة خاصة بالخلايا المحيطة. وعلى عكس زهيرة هومر-رايت، فإن التجويف المركزي يخلو من اللبد العصبي الغني بالألياف. ومثل زهيرة هومر رايت، تمثل زهيرة فلكسنر فنترشتاين شكلاً خاصًا من أشكال تمايز الورم. ويكشف المجهر الإلكتروني أن الخلايا السرطانية التي تشكل زهيرة فلكسنر فنترشتاين تتمتع بخصائص البنية البروتوبلازمية للخلايا المستقبلة الضوئية البدائية. علاوة على ذلك، يظهر تجويف الزهيرة أنماط لطخات مماثلة كما هو الحال في القضبان والمخاريط، بما يشير إلى أن زهيرات فلكسنر فنترشتاين تمثل شكلاً خاصًا من أشكال التمايز الشبكية. بالإضافة إلى كونها اكتشافًا مميزًا في الأورام الأرومية الشبكية، يمكن أيضًا العثور على زهيرات فلكسنر فنترشتاين في أورام الأرومات الصنوبرية والأورام الظهارية الميالينية.

## روابط خارجية
- retinoblastoma على جين تيستز التابع لمعاهد الصحة الوطنية الأمريكية/جامعة واشنطن
- ورم أرومة الشبكية على مشروع الدليل المفتوح